# Ивелићи
Ивелићи (рус. Ивеличи) су руска грофовска породица.
Потичу из Рисна у Боки Которској (данас у Црној Гори), где су њихови преци још у 14. веку били обласни поглавари. Користили су грофовску титулу из 16. века.
Род грофова Ивелићи уврштен је у пети део родословне књиге Владимирске губерније.

## Опис грба
Штит је пресечен сребрним појасом оптерећеним у средини скерлетним крином између две скерлетне четворолисне руже са четири зелена листа. У горњем делу у скерлетном пољу је златни двоглави крунисани орао. У дну, у зеленом пољу, сребрни полумесец навише.
Изнад штита је грофска круна са три грофовска шлема, од којих је средњи крунисан, а спољни су украшени скерлетно сребрним ободом. Грбови: средњи шлем - златни двоглави крунисани орао; екстремне - шкрлатне руже са четири листа са четири зелена листа. Ознаке: средњег шлема - скерлет са златом; екстремни шлемови – скерлет са сребром. Држачи штита: два златна лава са главама окренутим уназад, гримизним очима и језицима. (Грбовник, тринаести том, 11).

## Значајни чланови рода
- Ивелић, Марко Константиновић, "Ивелић Први" (1740-1825) - гроф, генерал-потпуковник, сенатор Русије.
  - Његова ћерка Ивелић, Екатерина Марковна (1795-1838), грофица, песникиња, ауторка епиграма.
- Ивелић, Симеон Константиновић, "Ивелић Други" (? - после 1797) - гроф, витез од Светог Ђорђа (1794), пуковник (1797).
- Ивелић, Иван Константиновић, "Ивелић Трећи" (? - после 1810) - гроф, генерал- мајор.
  - Његов син Ивелић, Петар Ивановић, "Ивелић Четврти" (1772 - после 1850) - гроф, генерал-мајор.

Бројеви иза презимена означавају надимке по којима су представници овог рода били познати у Русији.
- Марко Константинович Ивелић
- Семјон Константинович Ивелић
- Петр Иванович Ивелић